# Kumrovec

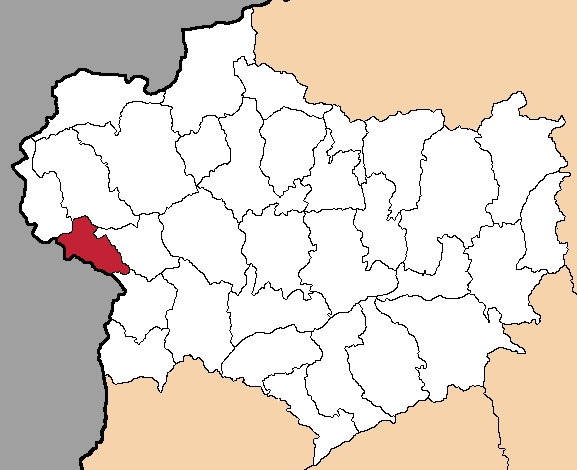
Lage von Kumrovec in der Gespanschaft Krapina-Zagorje

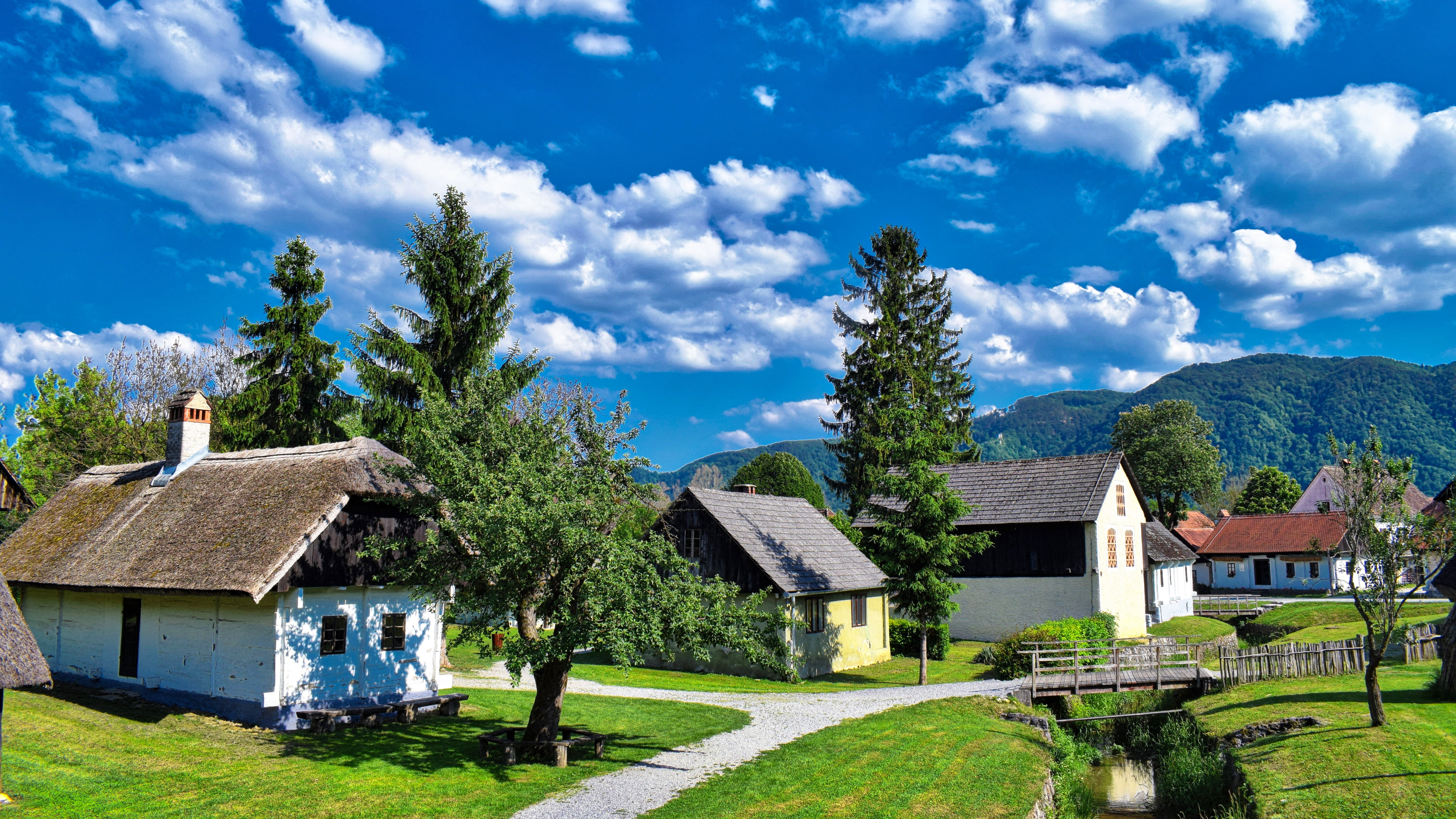
Ansicht vom Museumsdorf Kumrovec

Kumrovec ist ein Dorf in der Gespanschaft Krapina-Zagorje im Norden Kroatiens. Neben dem gleichnamigen Hauptort umfasst die zugehörige Gemeinde (Općina) 9 weitere Siedlungen. Sie hat insgesamt 1412 Einwohner (2021), davon 1147 Einwohner im Hauptort. Kumrovec ist bekannt als Geburtsort von Josip Broz Tito (1892–1980), dem langjährigen autokratischen Staatschef Jugoslawiens.

## Geografie
Kumrovec liegt unmittelbar an der Grenze zu Slowenien und ist etwa 60 Kilometer von der kroatischen Hauptstadt Zagreb entfernt.

## Geschichte

### Mittelalter
Kumrovec wurde zum ersten Mal im Jahr 1463 urkundlich erwähnt. Damals gehörte der Ort dem kaiserlichen Heerführer Andreas Baumkircher, der zuvor im Jahr 1453 durch Schenkung des ungarisch-kroatischen Königs Matthias Corvinus den Besitz von Cesargrad sowie dessen Umgebung erhalten hatte. Ab 1501 ging der Besitz an die Adelsfamilie Stubenberg über. Im 16. Jahrhundert wurde die Gegend um Kumrovec von Eroberungsversuchen der Osmanen heimgesucht.  Dabei wurde das Dorf immer wieder verwüstet.
Während der Bauernaufstände im Jahr 1573 erlitt das Gebiet und Kumrovec aufgrund des Konflikts zwischen den Armeen des Adels und der Bauern ein ähnliches Schicksal. Unter der Führung von Ilija Gregorić der aufständischen Bauern setzten diese die Festung Cesargrad in Brand. Nach Niederschlagung des Aufstandes ließen sich immer mehr Bauern aus der Gegend von Jastrebarsko in Kumrovec nieder.

### Neuzeit
Nach der Abschaffung der Leibeigenschaft im Jahr 1848 verschlechterte sich die Lage der örtlichen Bauernschaft aufgrund neu entstandener Wirtschaftsbeziehungen und zunehmender Wucherzinsen erheblich. Im 19. Jahrhundert und zu Beginn des 20. Jahrhunderts wurden die Bauern von Kumrovec Untertanen der Landbesitzer aus dem benachbarten Razvor. Im gleichen Zeitraum begann auch aufgrund der Zersplitterung der bäuerlichen Besitztümer und des Landmangels die Auswanderung der Einwohner ins Ausland. Diese Migrationen haben sich verstärkt, nachdem die Weinberge von Zagorje von der Reblaus befallen wurden. Seit dem 18. Jahrhundert gehörte Kumrovec zum Komitat Warasdin.
Nach dem Ersten Weltkrieg kam der Ort so wie die gesamte Region zum neu gegründeten Staat der Slowenen, Kroaten und Serben, kurz darauf zum Königreich Jugoslawien. Ab 1929 folgten Umstrukturierungen in der neuen Verwaltung im Königreich und die alten Komitate wurden aufgelöst.
Kumrovec ist der Geburtsort von Josip Broz Tito, der während des Zweiten Weltkrieges als Marschall von Jugoslawien die Partisanenverbände im Kampf gegen die deutschen und italienischen Besatzungsmächte und deren Verbündete, die kroatischen Ustascha und königstreuen Tschetniks, führte und befehligte.

## Politik

### Kommunalwahlen
Bei der Kommunalwahl vom 16. Mai 2021 waren 1.293 Bürgerinnen und Bürger in der Gemeinde Kumrovec wahlberechtigt und aufgefordert den neuen Gemeinderat sowie den neuen Bürgermeister zu wählen, wovon 643 Menschen ihr Wahlrecht nutzten. Dabei gab es insgesamt 628 (97,67 %) gültige und 15 (2,33 %) ungültige Stimmen. Bei einer Wahlbeteiligung von 49,73 % kam es zu folgendem Ergebnis:
| Parteien und Wählergemeinschaften | Parteien und Wählergemeinschaften                              | % 2021  | Stimmen 2021 | Sitze 2021 |
| HNS                               | Hrvatska narodna stranka – Liberalni demokrati – Robert Šplajt | 59,39   | 373          | 6          |
| SDP                               | Socijaldemokratska partija Hrvatske – Bojana Krajcarj          | 22,13   | 139          | 2          |
| HDZ                               | Hrvatska demokratska zajednica – Ivica Broz                    | 18,47   | 116          | 1          |
| Gesamt                            | Gesamt                                                         | 100     | 628          | 9          |
| Wahlbeteiligung                   | Wahlbeteiligung                                                | 49,73 % | 49,73 %      | 49,73 %    |

### Bürgermeister
Bei der Wahl des Bürgermeisters im Mai 2021 waren die Einwohner in der Gemeinde Kumrovec aufgerufen, ein neues Oberhaupt zu wählen. Der Amtsinhaber Robert Šplajt  wurde für seine zweite Amtszeit mit 593 Stimmen (92,22 %) bestätigt.

## Bevölkerung
| Bevölkerungsentwicklung | Bevölkerungsentwicklung | Bevölkerungsentwicklung | Bevölkerungsentwicklung | Bevölkerungsentwicklung | Bevölkerungsentwicklung | Bevölkerungsentwicklung | Bevölkerungsentwicklung | Bevölkerungsentwicklung | Bevölkerungsentwicklung | Bevölkerungsentwicklung | Bevölkerungsentwicklung | Bevölkerungsentwicklung | Bevölkerungsentwicklung | Bevölkerungsentwicklung | Bevölkerungsentwicklung | Bevölkerungsentwicklung |
| ----------------------- | ----------------------- | ----------------------- | ----------------------- | ----------------------- | ----------------------- | ----------------------- | ----------------------- | ----------------------- | ----------------------- | ----------------------- | ----------------------- | ----------------------- | ----------------------- | ----------------------- | ----------------------- | ----------------------- |
| 1857                    | 1869                    | 1880                    | 1890                    | 1900                    | 1910                    | 1921                    | 1931                    | 1948                    | 1953                    | 1961                    | 1971                    | 1981                    | 1991                    | 2001                    | 2011                    | 2021                    |
| 1999                    | 2248                    | 2425                    | 2596                    | 2616                    | 2920                    | 2778                    | 2739                    | 2595                    | 2459                    | 2246                    | 2174                    | 1981                    | 1914                    | 1854                    | 1588                    | 1412                    |

## Sehenswürdigkeiten
- Das Geburtshaus von Josip Broz Tito wurde im Jahr 1860 von seinem Großvater Martin Broz als genossenschaftliches Zweifamilienhaus für sich und seinen Sohn Franjo erbaut. Eine Zeit lang lebten drei Familien in dem Haus, weshalb zu diesem Zweck später kleinere Innenrenovierungen vorgenommen wurden. Die in Stuhlform ausgeführte Dachkonstruktion ließ unter dem Dach einen größeren Raum frei, in dem zwei kleine Kammern angeordnet waren. Im Jahr 1948 verließ der letzte Nachkomme der Familie Broz das Haus. Die Trennwände wurden später entfernt und das Haus erhielt sein ursprüngliches Aussehen zurück. Das Geburtshaus von Josip Broz Tito mit dem Nebengebäude zeichnet sich durch seinen architektonischen, landschaftlichen, historischen und kulturellen Wert aus.[8]
- Das Etno-selo Kumrovec im Dorf ist ein ethnografisches Museum vor Ort, das für seine Gebäude mit traditioneller Architektur bekannt ist, in denen ethnografische Ausstellungen untergebracht sind. Auf einer Fläche von etwa 12.640 m² wurden 25 Wohngebäude,  9 Gewerbegebäude und 8 Nebengebäude restauriert und rekonstruiert. Außerdem befinden sich noch 2 Getreidespeicher, 2 Schweineställe und 4 Brunnen auf dem Gelände. Kernstück des Museums war bei seiner Gründung das Geburtshaus von Josip Broz Tito. Obwohl das Museum außerhalb des Kerns des alten Dorfes Kumrovec liegt, umfasst es eine alte Mühle am Bach Škrnik und ein altes Schulgebäude.[9]
- Am Rand des Ortes steht ein Obelisk zum Gedenken an Antun Mihanović, der 1835 die Nationalhymne Kroatiens Lijepa naša domovino schrieb.

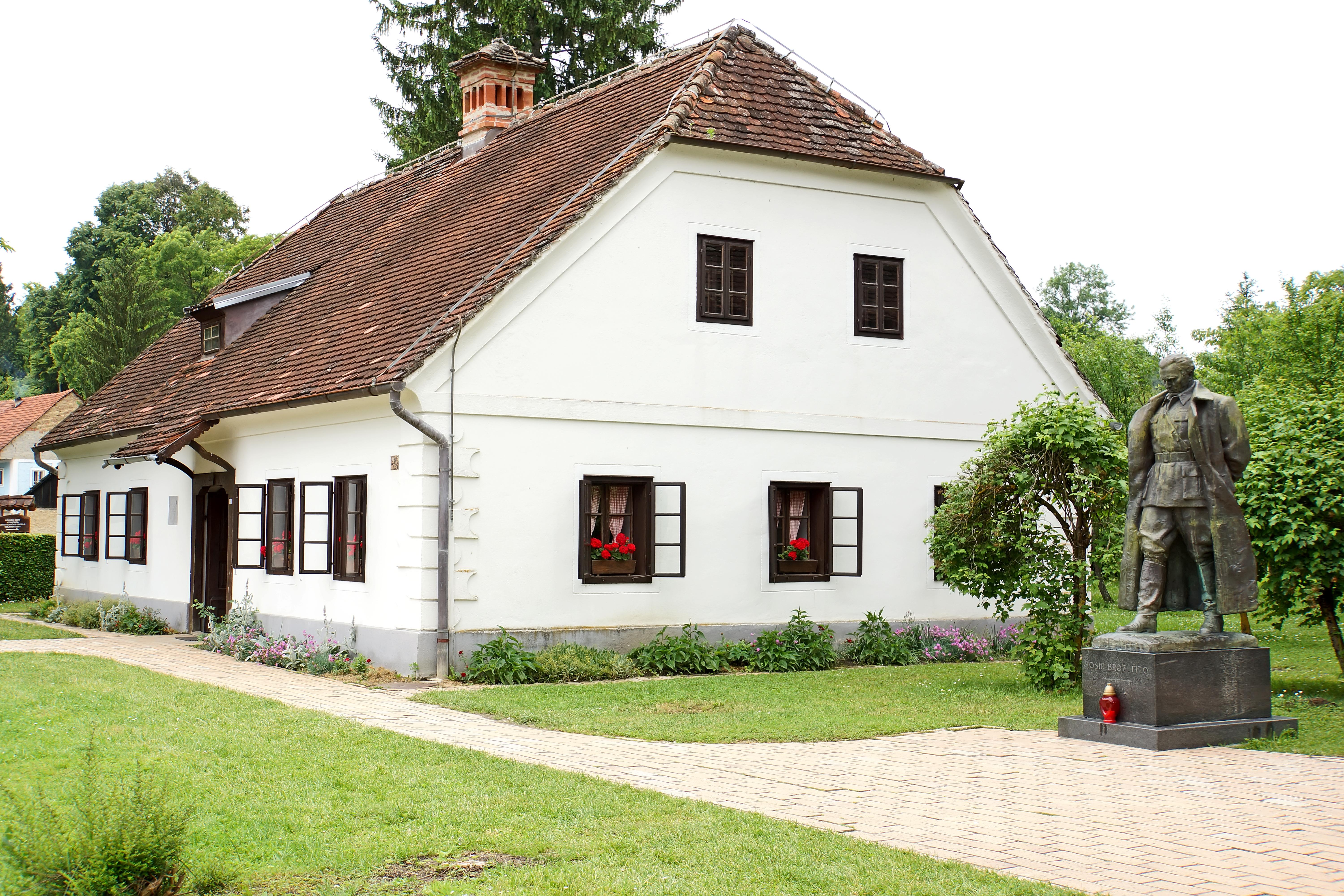
Titos Geburtshaus
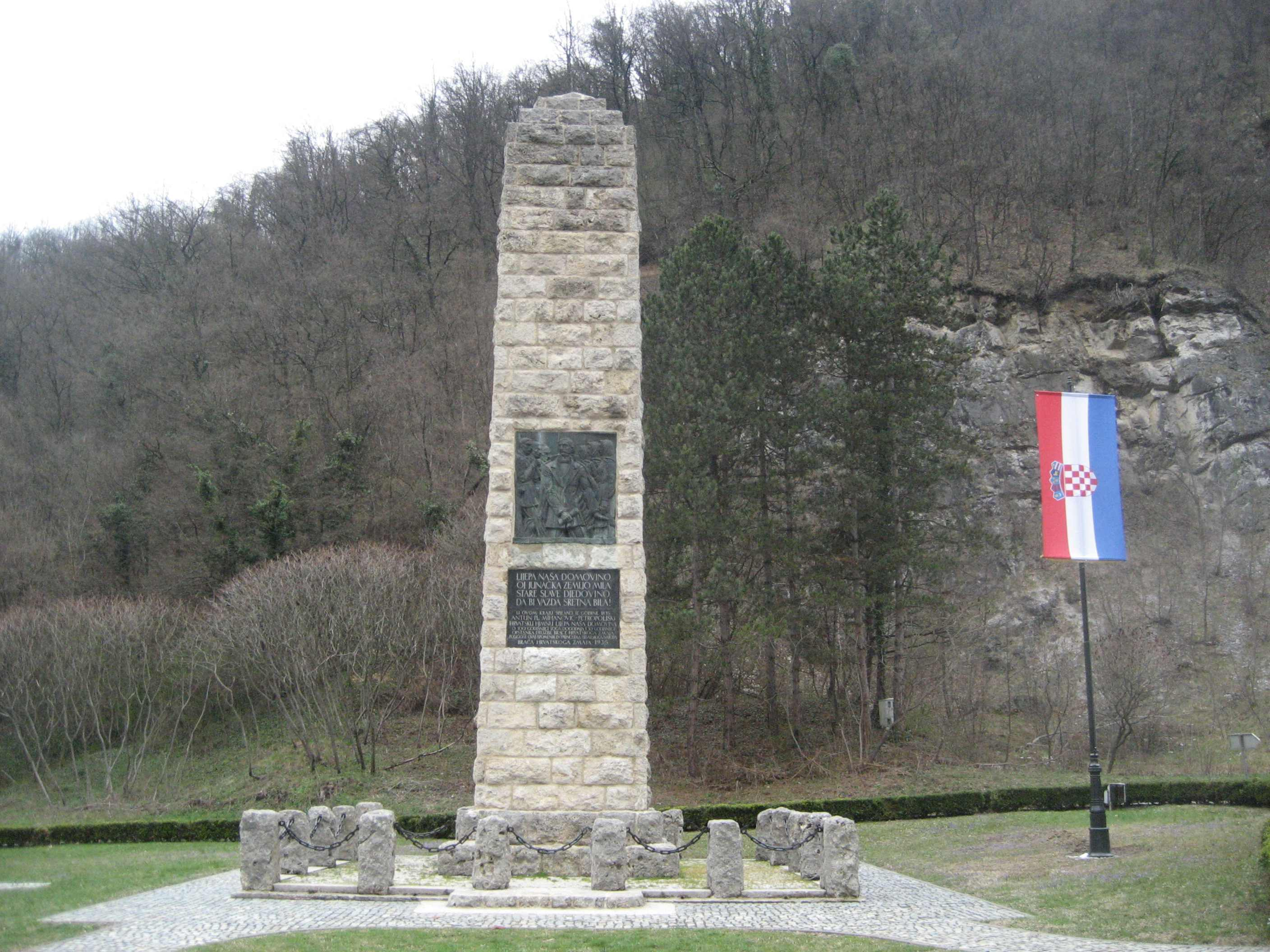
Denkmal an der Straße zwischen Klanjec und Kumrovec
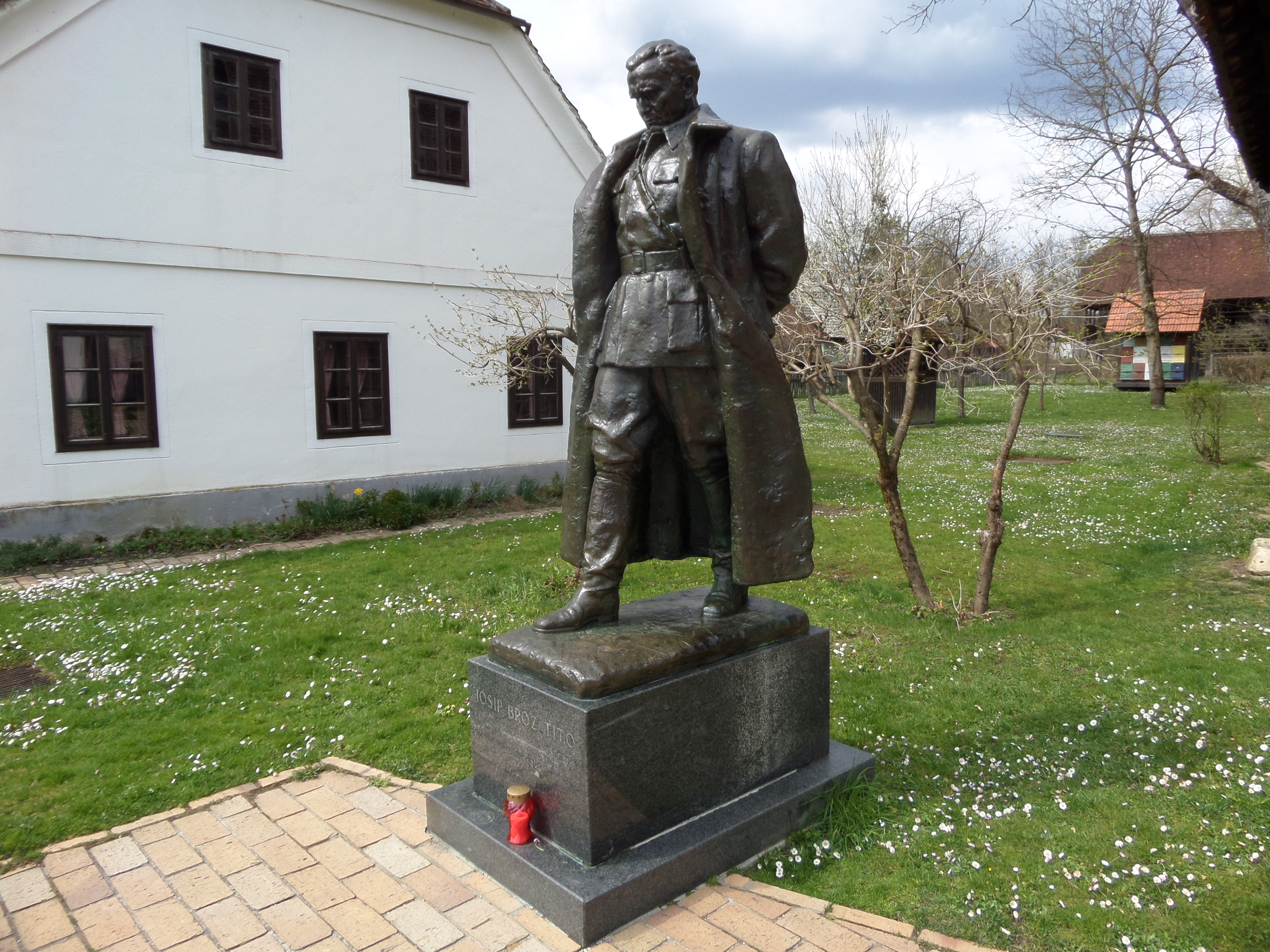
Statue von Josip Broz Tito
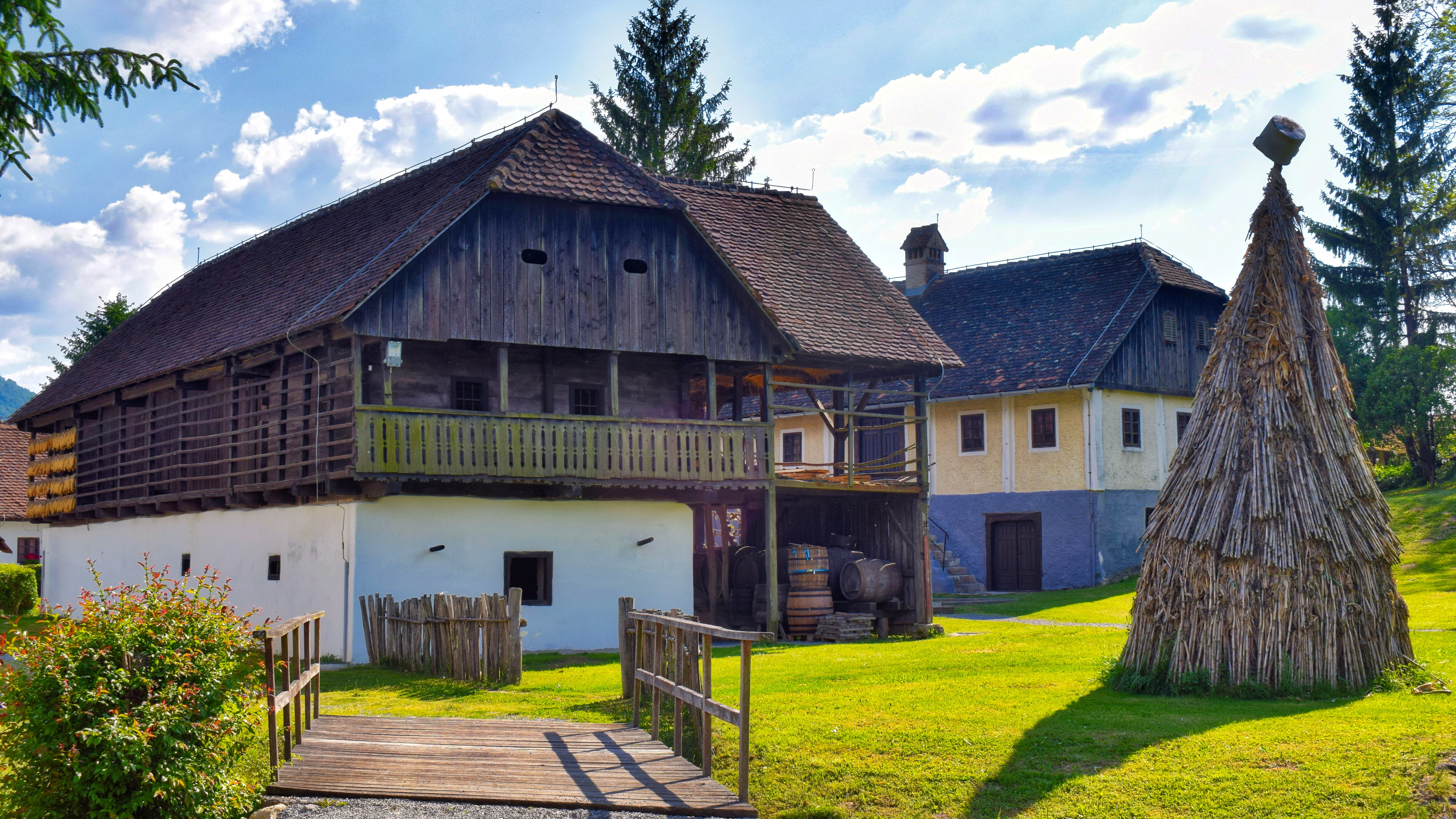
Dorfmuseum
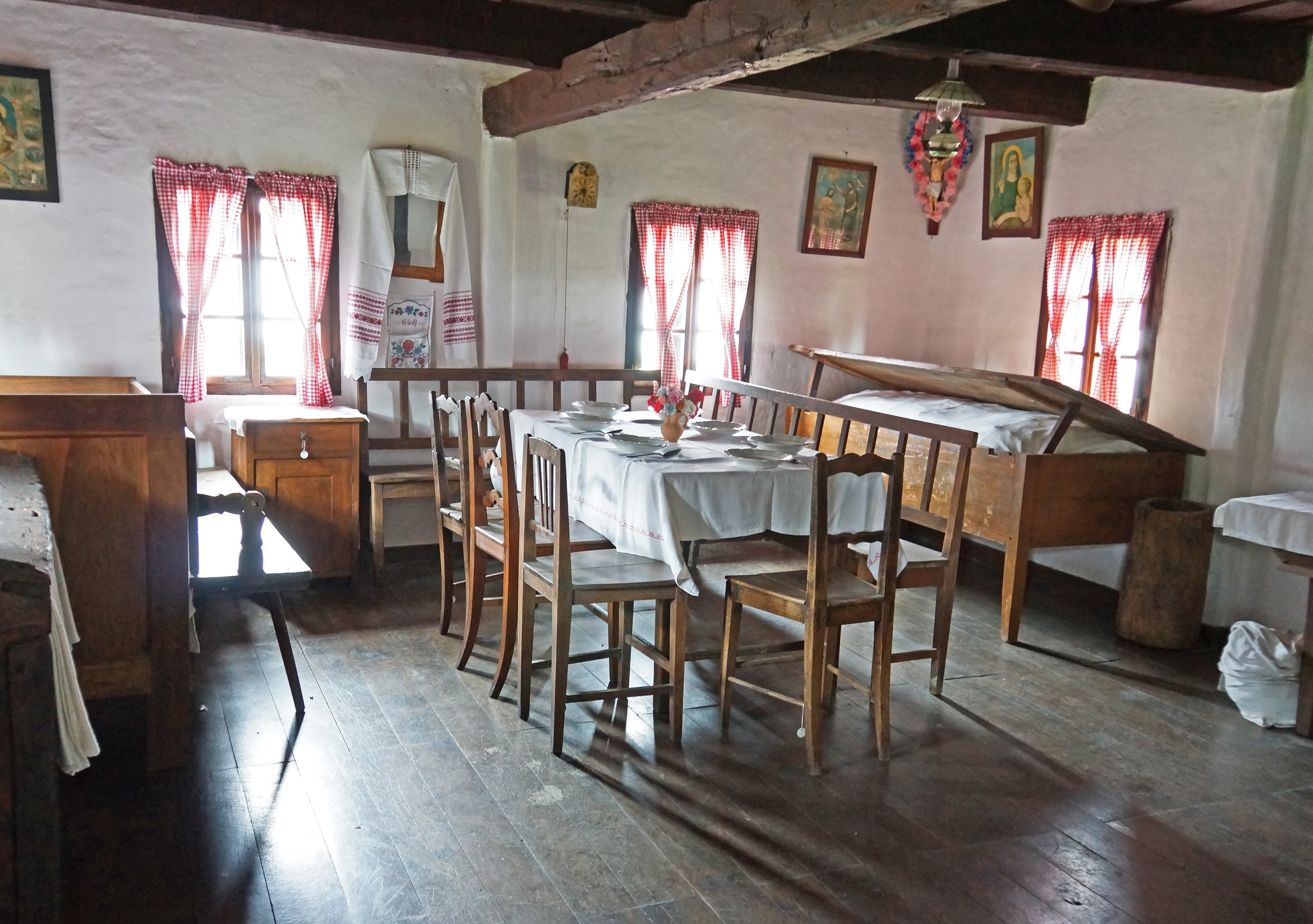
Innenansicht eines alten Dorfgebäudes
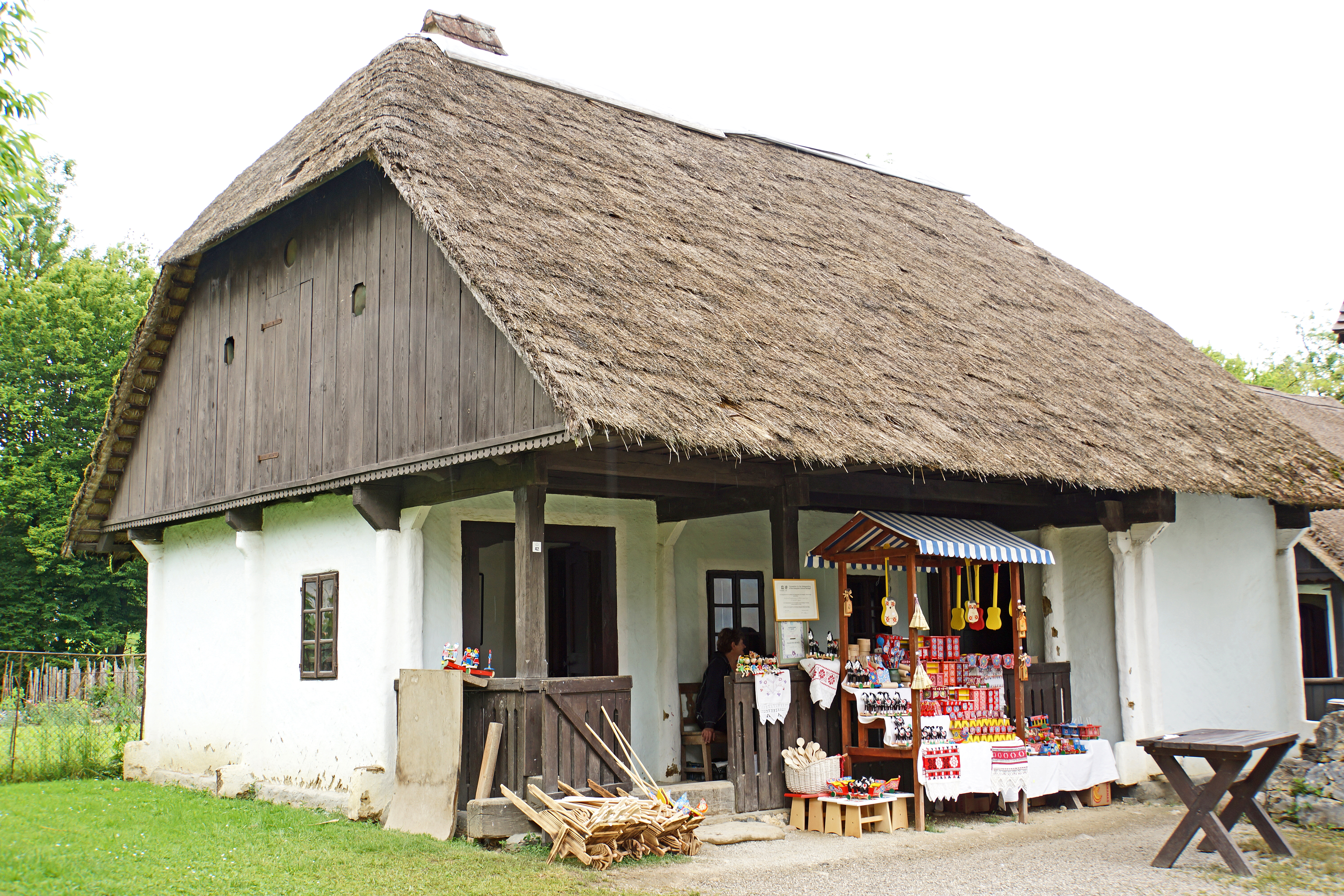
Spielzeugherstellung im Dorf
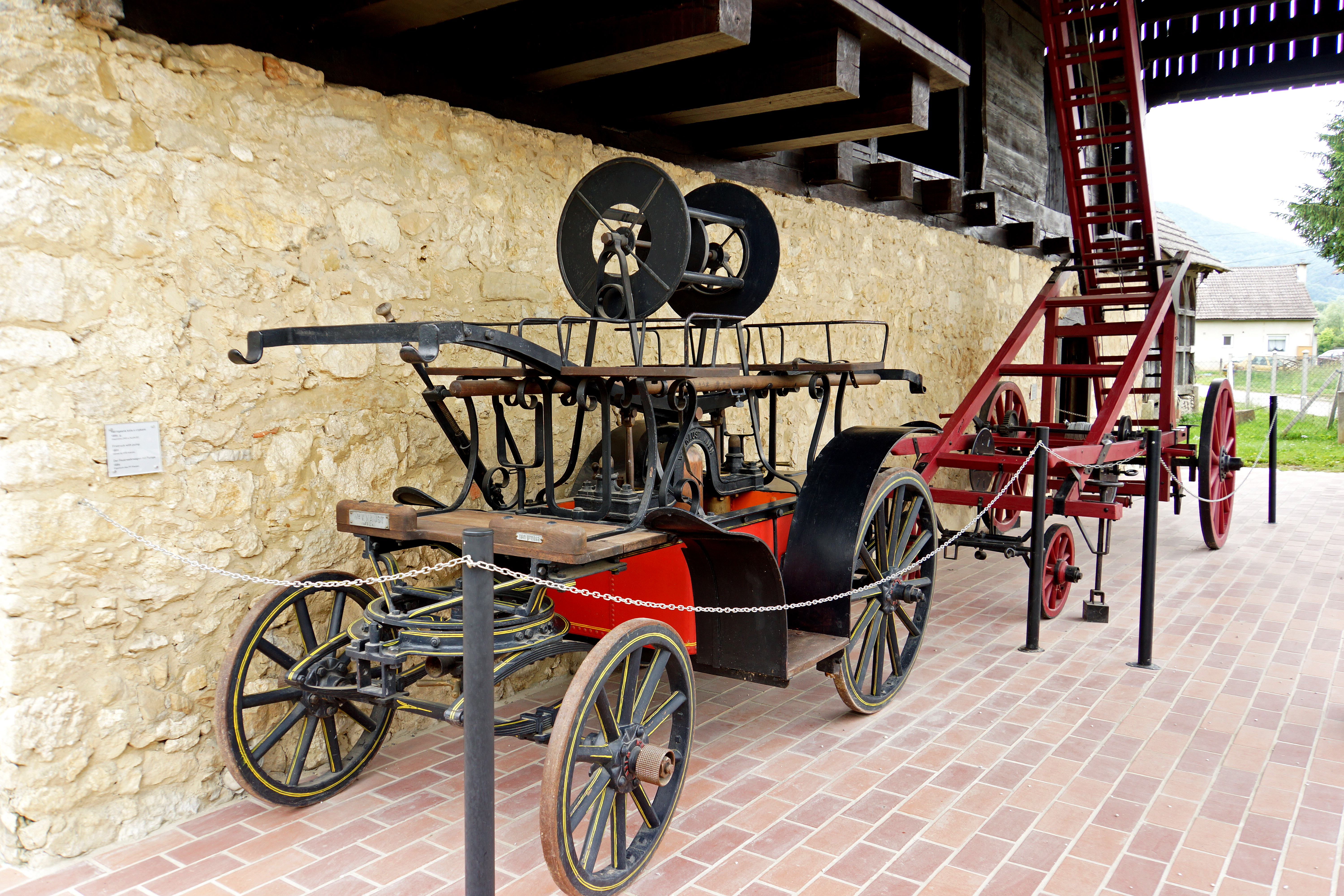
Alter Löschwagen mit Pumpe
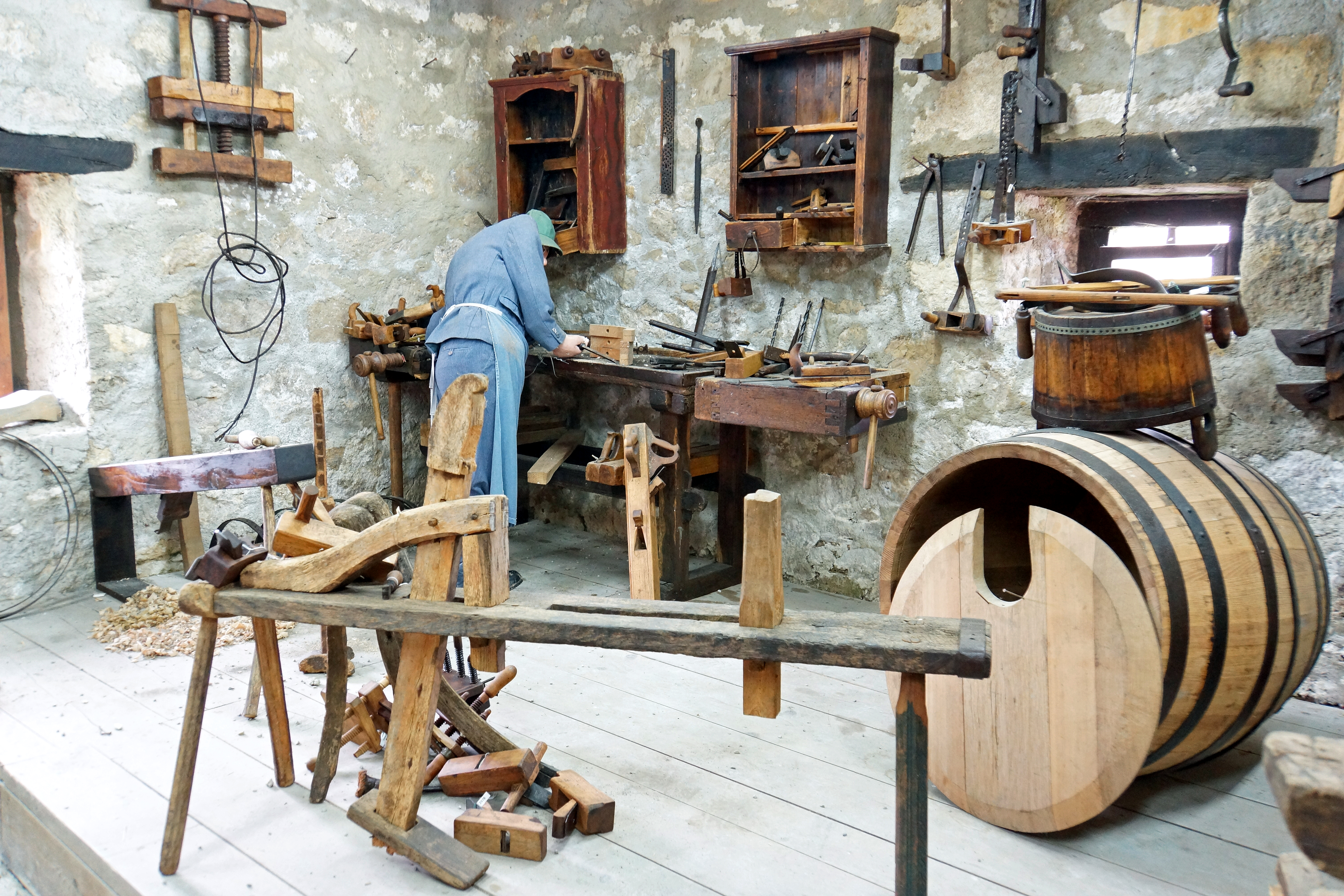
Darstellung einer Böttcherei